# Mathias Hynes
Mathias „Matt“ Hynes (* 21. Januar 1883 in Gortmore, Vereinigtes Königreich Großbritannien und Irland; † 9. März 1926 in London) war ein britischer Tauzieher aus Irland.

## Erfolge
Mathias Hynes war zunächst Polizist bei der Royal Irish Constabulary, ehe er sowohl Mitglied der Metropolitan Police als auch der City of London Police wurde. Für diese trat Hynes in zahlreichen Tauziehwettbewerben an. Bei den Olympischen Spielen 1912 in Stockholm starteten lediglich zwei Mannschaften, nachdem sich von den ursprünglich fünf gemeldeten Mannschaften Österreich, Böhmen und Luxemburg vor dem Turnierbeginn zurückgezogen hatten. Die acht Schweden traten für die Stockholmspolisens an, aus der direkt im Anschluss der Spiele heraus der Stockholmspolisens IF gegründet wurde. Die britische Mannschaft bestand aus acht Vertretern der City of London Police. Mit 2:0 setzten sich die Schweden gegen die Briten durch, womit Hynes neben Joseph Dowler, Frederick Humphreys, Walter Chaffe, Edwin Mills, Alexander Munro, John Sewell und James Shepherd die Silbermedaille erhielt. Mit der Mannschaft gewann Hynes ein Jahr darauf die britischen Meisterschaften.